# NGC 2528
NGC 2528 is een spiraalvormig sterrenstelsel in het sterrenbeeld Lynx. Het hemelobject werd op 22 januari 1877 ontdekt door de Franse astronoom Édouard Jean-Marie Stephan.

## Synoniemen
- UGC 4227
- MCG 7-17-15
- ZWG 207.32
- KUG 0804+393
- IRAS08040+3920
- PGC 22805